# Нійтвялья
Ні́йтвялья (ест. Niitvälja küla) — село в Естонії, у волості Ляене-Гар'ю повіту Гар'юмаа.

## Населення
Чисельність населення на 31 грудня 2011 року становила 143 особи.

## Історія
З 10 вересня 1992 до 24 жовтня 2017 року село входило до складу волості Кейла.